# Petrix Barbosa
Petrix Stevan Aguiar Barbosa (São Paulo, 5 de março de 1992) é um ginasta artístico brasileiro naturalizado português.

## Carreira
Petrix iniciou sua carreira profissional na ginástica artística aos 7 anos, pelo clube Mesc, de São Bernardo do Campo, se consagrando campeão brasileiro de 2002 até 2012, ano em que disputou pela última vez um Campeonato Nacional Individual Geral. Petrix foi medalha de ouro nos Jogos Pan-Americanos de 2011, pela equipe verde-amarela em Guadalajara, no México, prata nos Jogos Pan-Americanos de 2015, em Toronto, no Canadá. Recebeu medalha de prata na etapa de Cottbus, Alemanha da Copa do Mundo de Ginástica Artística de 2014, ficando em segundo lugar na etapa de . A última vez que Petrix defendeu o Brasil foi no Aberto do México, na capital do país, em novembro de 2016, logo após a Olimpíada do Rio de Janeiro, defendendo o time do Vasco, onde se tornou o quarto colocado, atrás do japonês Kazuma Kaya, do espanhol Nestor Abad e do colombiano Didier Lugo. Em junho de 2018, venceu o Circuito Francês de Clubes, em Paris, na França, por equipes e no individual geral, defendendo o clube Tac Gym.
Sem clube no Brasil desde que passou por Flamengo e Vasco, em 2018 conquistou dois ouros e dois bronzes e levou o título da Taça Nacional no individual geral, além da competição por equipes pelo Lisboa Ginásio Clube, conquistou também o ouro na barra fixa e no salto, além de bronze no cavalo e nas argolas. Por não poder defender a seleção brasileira, Petrix decidiu se naturalizar português, para realizar seu sonho de disputar a Olimpíada de Tóquio em 2020, representando a Federação de Ginástica de Portugal. Porém, durante a preparação para buscar a vaga da Olimpíada, o atleta sofreu uma lesão no punho esquerdo e foi impedido de treinar. No entanto, por conta do vírus COVID-19, os Jogos Olímpicos de Tóquio foram adiados para 2021, dando uma nova oportunidade ao ginasta de competir no evento. Em 2020, foi convidado pela Rede Globo para participar da vigésima temporada do Big Brother Brasil no grupo Camarote. Foi o segundo eliminado do programa, com 80,27% dos votos em um paredão quádruplo contra Babu Santana, Hadson Nery e Pyong Lee.

## Vida pessoal
Natural de São Paulo, Petrix já morou em Miami e Lisboa, por conta dos seus treinos como atleta. Atualmente se reside em Nova Iorque. Desde 2019, namora a modelo e triatleta alemã Joline Heitmann. Em julho de 2020, o casal anunciou estar esperando o primeiro filho.

## Controvérsias

### Denúncia por abusos sofridos
Em abril de 2018, Petrix fez uma denúncia revelando ter sofrido abusos sexuais de seu ex-treinador da Seleção Brasileira de Ginástica Olímpica, Fernando de Carvalho. Segundo ele, os abusos começaram quando ele tinha 10 anos e duraram até ele sair do Mesc, em São Bernardo do Campo, aos 13 anos de idade. Em reportagem veiculada pelo programa Fantástico, da Rede Globo, Fernando foi acusado por vários atletas de ter praticado abusos sexuais durante cerca de 15 anos.

### Acusação de importunação sexual
Na primeira festa do BBB20, na madrugada de 25 de janeiro de 2020, Petrix foi acusado de importunação sexual, por se aproximar de Bianca Andrade, que estava embriagada, para abraçá-la após seu desentendimento com Rafa Kalimann. Enquanto ambos dançavam forró, Petrix sacudiu o corpo de Bianca e apalpou os seios da influenciadora digital, visivelmente sem condições de reagir. No programa do dia 26 de janeiro de 2020, foi exibida a cena em que Bianca compareceu ao confessionário para ser questionada acerca dos acontecimentos da festa. Ela afirmou não ter sentido qualquer desconforto com a atitude de Petrix, e o apresentador Tiago Leifert finalizou dizendo que, além da resposta da participante, a produção reanalisou as imagens e concluiu que não houve elementos suficientes para punir Petrix. Entretanto, o assunto voltou à tona quando Petrix foi acusado por telespectadores de assediar Bianca novamente após a eliminação de Lucas Chumbo, na noite de 28 de janeiro de 2020, quando, em um momento de conversa, o ginasta se esfrega no quadril da empresária durante um abraço. Já na madrugada de 30 de janeiro de 2020, durante a festa do Líder, Petrix causou mais uma controvérsia ao rebolar e encostar suas partes íntimas na cabeça de Flayslane Silva, que estava ajoelhada e, aparentemente embriagada. Após as atitudes de Petrix repercutirem nas redes sociais, o apresentador Tiago Leifert revelou para o público, durante o programa de 30 de janeiro de 2020, que o ginasta foi advertido no confessionário por volta das 19 horas do mesmo dia, devido ao seu comportamento. No entanto, a cena de Petrix no confessionário não foi exibida para o público.  No dia 3 de fevereiro, o ginasta foi intimado a depor pela Polícia Civil do Rio de Janeiro sobre o caso.

## Filmografia
| Ano  | Título             | Função                   | Notas        |
| ---- | ------------------ | ------------------------ | ------------ |
| 2020 | Big Brother Brasil | Participante (19º lugar) | Temporada 20 |